# Vindinge Herred
Vindinge Herred var et herred i Svendborg Amt. Herredet hørte fra 1662 til Nyborg Amt , indtil det ved reformen af 1793 blev en del af Svendborg Amt.
I herredet ligger købstaden Nyborg og følgende sogne:
- Aunslev Sogn
- Bovense Sogn
- Ellested Sogn
- Ellinge Sogn
- Flødstrup Sogn
- Frørup Sogn
- Hellerup Sogn
- Herrested Sogn
- Kullerup Sogn
- Nyborg Sogn
- Refsvindinge Sogn
- Skellerup Sogn
- Søllinge Sogn
- Sønder Højrup Sogn
- Ullerslev Sogn
- Vindinge Sogn
- Årslev Sogn
- Ørbæk Sogn